# Comuna Sarnî, Iavoriv
Sarnî (în ucraineană Сарни) este o comună în raionul Iavoriv, regiunea Liov, Ucraina, formată din satele Liubîni, Melnîkî, Rosnivka, Sarnî (reședința) și Volea Liubînska.

## Demografie
Componența lingvistică a comunei Sarnî
     Ucraineană (99,95%)
     Alte limbi (0,05%)
Conform recensământului din 2001, majoritatea populației comunei Sarnî era vorbitoare de ucraineană (99,95%), existând în minoritate și vorbitori de alte limbi.